# كارلوس إدواردو مارتينيز
كارلوس إدواردو مارتينيز (بالإسبانية: Carlos Eduardo Martínez)‏ هو لاعب كرة قدم مكسيكي، ولد في 1 أغسطس 1995. لعب مع Lobos BUAP ‏.

## روابط خارجية
- كارلوس إدواردو مارتينيز على موقع قاعدة بيانات كرة القدم.إي يو (الإنجليزية)
- كارلوس إدواردو مارتينيز على موقع Soccerway.com (الإنجليزية)